# 本道寺村
本道寺村（ほんどうじむら）は、かつて山形県西村山郡にあった村。

## 沿革
- 1889年（明治22年）4月1日 - 町村制施行に伴い西村山郡本道寺村、砂子関村、月山沢村、志津村、月岡村が合併し、本道寺村が発足。
- 1954年（昭和29年）10月1日 - 西村山郡大井沢村、川土居村、西山村と合併し、町制施行して西川町となり消滅。